# Король Джулієн
Король Джулієн (англ. All Hail King Julien) — американський CGI-мультсеріал компанії «DreamWorks Animation SKG». Це приквел мультфільмів «Мадагаскар». Запуск в США відбувся 19 грудня 2014 року. В Україні 4 сезона транслювалися на каналі QTV з 21 грудня 2015 року по 31 серпня 2017 року.

## Сюжет
Події розвиваються на барвистому, мальовничому і незайманому острові з назвою Мадагаскар. Король Джуліан править своїми підлеглими мудро і справедливо. Хоча, насправді, це не про нього, адже цей лемур не любить нудьгувати, і не дозволяє цього робити нікому з королівства. Можливо, іноді його егоїзм і ексцентричність зашкалюють, але він завжди керується своїм знаменитим висловом «Лови момент!». Джуліан старанно намагається забезпечити своїм підлеглим цікаве, екстримальне, веселе, а іноді навіть небезпечне проведення часу. А все для того, щоб вони навчилися проживати кожен свій день, немов останній у своєму житті. Серіал розповідає про ті безтурботні часи, коли на острові ще не з'явилася відома четвірка з Нью-Йорка.

## Оригінальне озвучення
- Денні Джейкобс — король Джуліан XIII Самопроголошений
- Енді Річтерас — Морт
- Кевін Майкл Річардсон — Моріс
- Генрі Вінклерас — дядько король Джулієн XII
- Індіа ді Б'юфорт — Кловер
- Бетсі Содаро — Ксіксі
- Дебра Вілсон — Масікура
- Девід Крумхолсц — Тімо

## Серії
| Номер сезону | Кількість серій | Прем'єра в США | Закінчення в США  | Прем'єра в Україні | Закінчення в Україні |                |
| ------------ | --------------- | -------------- | ----------------- | ------------------ | -------------------- | -------------- |
|              | 1               | 10             | 19 грудня 2014    | 3 квітня 2015      | 21 грудня 2015       | 25 грудня 2015 |
|              | 2               | 16             | 16 жовтня 2015    | 16 жовтня 2015     | 28 грудня 2015       | 8 січня 2016   |
|              | 3               | 13             | 17 червня 2016    | 17 червня 2016     | 16 січня 2017        | 22 січня 2017  |
|              | 4               | 13             | 11 листопада 2016 | 11 листопада 2016  | 22 січня 2017        | 28 січня 2017  |